# Grandes Éxitos (álbum de Shakira)
| Críticas profissionais | Críticas profissionais |
| Avaliações da crítica  | Avaliações da crítica  |
| Fonte                  | Avaliação              |
| ---------------------- | ---------------------- |
| Allmusic               | [ 1 ]                  |

Grandes Éxitos é uma coletânea de músicas da cantora colombiana Shakira. As músicas da coletânea são cantadas em espanhol; não existe nenhuma música em inglês nela, e contém músicas dos álbuns Pies descalzos, ¿Dónde están los ladrones?, MTV Unplugged, e os singles em espanhol do álbum Laundry Service, todas gravadas entre 1995 e 2001.
Algumas versões deste álbum contém um segundo disco multimídia. Nele se encontra uma entrevista com vídeos das músicas incluídas neste CD. O álbum vendeu mais de 6 milhões de cópias em todo o mundo.

## Faixas
Todas as faixas escritas e compostas por Shakira. 
| Disco 1 (CD)   |                                    |                           |                           |         |  |
| N.º            | Título                             | Compositor(es)            | Álbum                     | Duração |  |
| 1.             | "Estoy Aquí"                       | Luis Fernando Ochoa       | Pies Descalzos            | 3:53    |  |
| 2.             | "Antología"                        | Ochoa                     | Pies Descalzos            | 4:11    |  |
| 3.             | "Un Poco de Amor"                  | Ochoa                     | Pies Descalzos            | 4:00    |  |
| 4.             | "¿Dónde Estás Corazón?"            | Ochoa                     | Pies Descalzos            | 3:52    |  |
| 5.             | "Que Me Quedes Tú"                 | Ochoa                     | Laundry Service           | 4:47    |  |
| 6.             | "Ciega, Sordomuda"                 | Estefano Salgado          | Dónde Están los Ladrones? | 4:28    |  |
| 7.             | "Si Te Vas"                        | Ochoa                     | Dónde Están los Ladrones? | 3:30    |  |
| 8.             | "No Creo"                          | Ochoa                     | MTV Unplugged             | 4:13    |  |
| 9.             | "Inevitable"                       |                           | Dónde Están los Ladrones? | 3:13    |  |
| 10.            | "Ojos Así"                         | Pablo Flores Javier Garza | Dónde Están los Ladrones? | 3:59    |  |
| 11.            | "Suerte"                           | Tim Mitchell              | Laundry Service           | 3:14    |  |
| 12.            | "Te Aviso, Te Anuncio (Tango)"     |                           | Laundry Service           | 3:42    |  |
| 13.            | "Tú" (Live)                        | Dillon O'Brien            | MTV Unplugged             | 4:52    |  |
| 14.            | "Dónde Están los Ladrones?" (Live) | Ochoa                     | MTV Unplugged             | 3:29    |  |
| 15.            | "Moscas en la Casa"                |                           | Dónde Están los Ladrones? | 3:31    |  |
| Duração total: | Duração total:                     | Duração total:            | Duração total:            | 52:38   |  |

| Disco 2 (VCD) |                          |         |  |
| N.º           | Título                   | Duração |  |
| 1.            | "Entrevista com Shakira" | 24:18   |  |

| Vídeo bônus (Documentário) |                                             |             |         |  |
| N.º                        | Título                                      | Diretor(es) | Duração |  |
| 1.                         | "Ojos Así" (videoclipe)                     |             |         |  |
| 2.                         | "Underneath Your Clothes" (videoclipe)      |             |         |  |
| 3.                         | "Whenever, Wherever" (videoclipe)           |             |         |  |
| 4.                         | "No Creo" (videoclipe)                      |             |         |  |
| 5.                         | "Underneath Your Clothes" (videoclipe)      |             |         |  |
| 6.                         | "Te Dejo Madrid" (videoclipe)               |             |         |  |
| 7.                         | "Suerte" (videoclipe)                       |             |         |  |
| 8.                         | "Whenever, Wherever" (videoclipe)           |             |         |  |
| 9.                         | "Te Aviso, Te Anuncio (Tango)" (videoclipe) |             |         |  |
| 10.                        | "Dónde Están los Ladrones?" (clipe ao vivo) |             |         |  |

## Produtores
- Shakira - Produtora, vocal, violão, compositora
- Emilio Estefan Jr. - Produtor Executivo
- Tim Mitchell - Produtor de compilação
- Luis Fernando Ochoa - Productor, compositor
- Lester Mendez - Produtor
- Pablo Florez - Produtor, compositor
- Javier Garza - Produtor
- Ted Jensen - Masterização
- Leila Cobo - Notas
- Omar Cruz - Fotografia
- Ignacio Gurruchaga - Fotografia
- Ian Cuttler - Design do álbum

## Paradas
| Chart                                       | Maior posição |
| ------------------------------------------- | ------------- |
| Estados Unidos (Billboard 200)              | 80            |
| Estados Unidos (Billboard Latin Pop)        | 1             |
| Estados Unidos (Billboard Top Latin Albums) | 1             |
| Finlândia (Finnish Album Chart)             | 18            |
| Suécia (Portuguese Album Chart)             | 14            |
| Suécia (Spanish Album Chart)                | 36            |
| Suécia (Swedish Album Chart)                | 22            |
| Suíça (Swiss Album Chart)                   | 49            |

## Vendas e certificações
| Região                                                                                             | Certificação | Vendas   |
| -------------------------------------------------------------------------------------------------- | ------------ | -------- |
| Argentina (CAPIF)                                                                                  | Platina      | 40,000^  |
| Estados Unidos (RIAA)                                                                              | 2× Platina   | 200,000^ |
| México (AMPROFON)                                                                                  | Platina      | 225,000^ |
| *números de vendas baseados somente na certificação ^distribuições baseadas apenas na certificação |              |          |

## Histórico de lançamento
| País  | Data                  | Gravadora          | Formato              | Catálogo |
| Mundo | 5 de Novembro de 2002 | Sony International | CD, digital download | 5098749  |